# Arnau Parrado
Arnau Parrado Calabria (Badalona, Barcelona, 24 de junio de 2000) es un jugador de baloncesto español que juega en el CB Tizona de la Primera FEB. Con 2,04 metros juega de ala-pívot.

## Trayectoria
Es un ala-pívot formado en el Club Joventut Badalona en el que jugaría en sus categorías inferiores.
Durante la temporada 2019-20, forma parte de la plantilla del Club Bàsquet Prat de la Liga LEB Plata, equipo vinculado al conjunto de la 'Penya'.
El 8 de octubre de 2019, Arnau debutó en partido oficial con el primer equipo de la Penya, en un encuentro de la 7DAYS EuroCup contra el Germani Brescia en el Palau Olímpic.
El 17 de junio de 2020, el joven interior también tuvo protagonismo durante la Fase Final de la Liga Endesa disputada en Valencia, haciendo su debut contra el Fútbol Club Barcelona en la Fonteta y realizando una buena actuación con la camiseta verdinegra ya que estuvo casi cinco minutos en pista, anotando una canasta de dos y un triple.
El 17 de julio de 2020 renueva su contrato con el Club Joventut Badalona hasta junio de 2021 con opción de una temporada adicional (1+1). Durante la temporada 2020-21 seguiría vinculado al Club Bàsquet Prat de la Liga LEB Plata con el que alternaría participaciones con el primer equipo de Liga Endesa. En la temporada 2021-2022 juega un año más cedido en el Club Bàsquet Prat en la liga LEB Oro.
El 18 de junio de 2022, tras desvincularse del Joventut de Badalona, se compromete con el HLA Alicante de la Liga LEB Oro, para disputar la temporada 2022-23.
El 21 de julio de 2023, firma por el CB Tizona de la Liga LEB Oro.
El 12 de julio de 2024, firma por Casademont Zaragoza de la Liga ACB para tres temporadas. Pero una lesión en el tobillo derecho frusta su fichaje y, el 12 de septiembre de 2024, regresa al CB Tizona de la Primera FEB.

## Selección nacional
Parrado ha sido uno de los habituales en las convocatorias de selecciones de formación de España y consiguió el oro en el campeonato de Europa Sub-16 de 2016. Luego fue plata en el Sub-18 de 2017 y en el Sub-20 de 2019.